# Kryštofovo Údolí
Kryštofovo Údolí – miejscowość i gmina (obec) w Czechach, w kraju libereckim, w powiecie Liberec. W 2022 roku liczyła 400 mieszkańców.